# Carex dissitiflora
Carex dissitiflora är en halvgräsart som beskrevs av Adrien René Franchet. Carex dissitiflora ingår i släktet starrar, och familjen halvgräs.

## Underarter
Arten delas in i följande underarter:
- C. d. dissitiflora
- C. d. taiwanensis